# Thirra

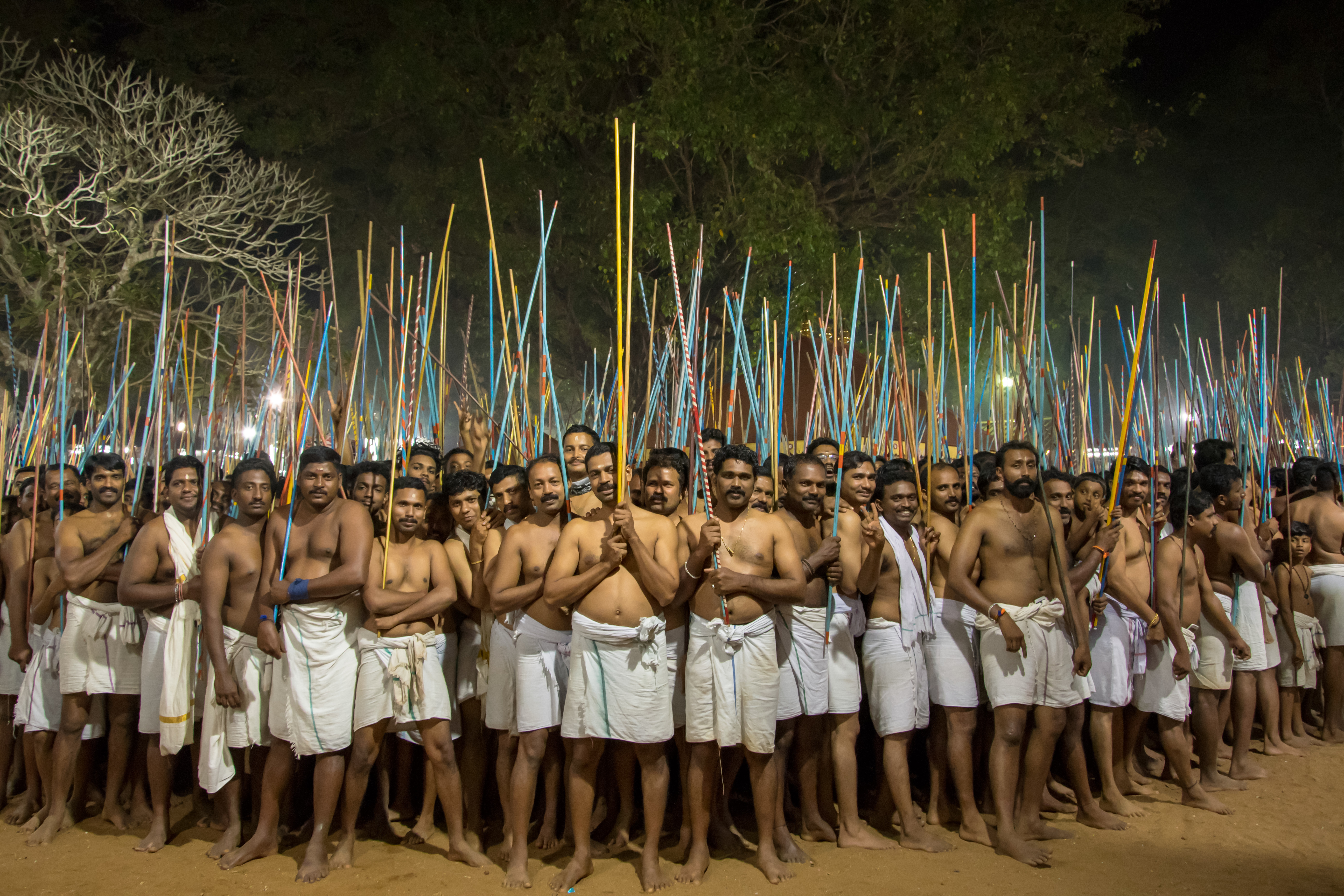
Thirra durante un festival nel nord del Kerala, India

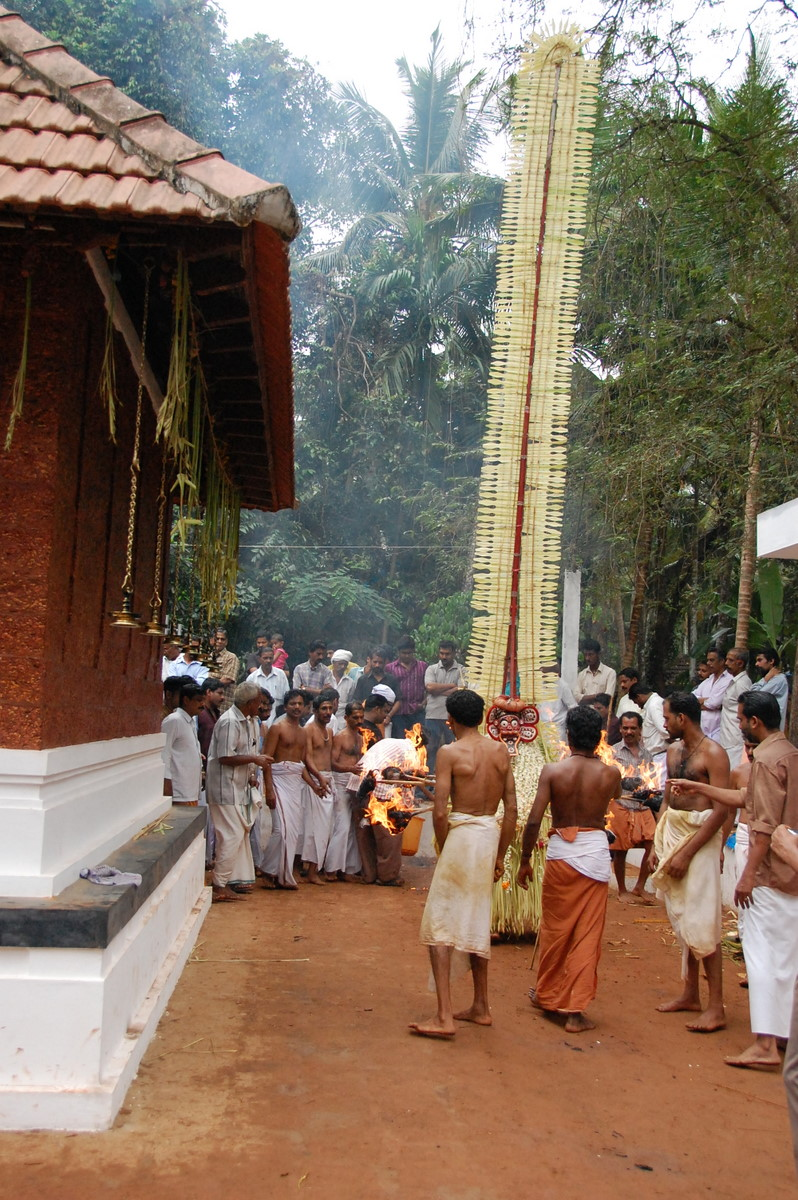
Kandakarnan Thirra

Thirra o Theam Thira è una danza rituale classica eseguita nei kavu (giardini) e templi nella regione del Malabar, nello stato indiano meridionale del Kerala.
La danza viene eseguita da artisti della comunità malese, artisti sono conosciuti localmente come Perumalians durante il festival annuale del tempio durante il quale vengono adorate divinità come Bhagavati e Shiva. Theam Thera è simile alla danza theyyam eseguita nella stessa regione, tranne che nella theyyam l'esecutore è considerato come il dio che rappresenta, mentre nella thira, l'esecutore è considerato posseduto da dio.